# MATSURI (音楽グループ)
MATSURI（マツリ）は、秋元康プロデュースの6人組昭和歌謡&ポップスグループ。
コンセプトは「昭和歌謡・昭和ポップスを現代に」。
元Jリーガー、ごみ収集作業員、料理研究家など、様々な経歴を持った12名のメンバーがMATSURI & SHOW-WAの2チームに分かれ活動。衣装は青を基調としている。
2025年1月22日、『アヴァンチュール中目黒』でメジャーデビュー。

## メンバー
| C | メンバー | ふりがな        | 生年月日               | 出身地 | 経歴                             |
| - | -------- | --------------- | ---------------------- | ------ | -------------------------------- |
| 0 | 渡辺真   | わたなべ まこと | 1986年05月20日（39歳） | 福島県 | 元SOLIDEMOのリーダー             |
| 0 | 橋爪健二 | はしづめ けんじ | 1992年12月02日（32歳） | 静岡県 | 元清掃作業員、元BLIVALNOA        |
| 0 | 小野寺翼 | おのでら つばさ | 1994年07月29日（31歳） | 三重県 | 元J-NUiNE（後のANFiNY）          |
| 0 | 松岡卓弥 | まつおか たくや | 1989年08月01日（36歳） | 兵庫県 | 元サーターアンダギー、元コタクラ |
| 0 | 鈴木渉   | すずき わたる   | 1991年11月26日（33歳） | 北海道 | 元看護師                         |
| 0 | 柳田優樹 | やなぎだ ゆうき | 1985年12月20日（39歳） | 群馬県 | 元THE DU                         |

## 来歴

### 2023年
- 6月 - 「avex」、「ジャパン・ミュージックエンターテインメント」、「Y&N Brothers」、芸能界の強力タッグ３社が「夢をあきらめるな！男性グループオーディション」を開催[4]。
- 7月25日 - オーディションに応募の3,000人以上の中から勝ち残った12名が、「昭和歌謡・昭和ポップスを現代に」というコンセプトで、秋元康プロデュースの２つの新グループとして、「MATSURI」と「SHOW-WA」が結成[5]。
- 12月24日 - MATSURI & SHOW-WA、2024年のメジャーデビューを目指し、12月24日から全国イオンモールツアーをスタート。

### 2024年
- 1月23日、31日 - MATSURI、東急歌舞伎町タワーで単独パフォーマンスを実施。
- 2月 - MATSURI、初オリジナルソング『今さらカッコつけてられねえ』がフジテレビ系「めざまし8」2月・3月のエンディングソングに決定[6]。
- 2月25日 - MATSURI & SHOW-WA、全国のイオンモール21ヶ所を回るツアーを完遂[7]。
- 3月3日 - MATSURI & SHOW-WA、渋谷で初のゲリラライブを実施[1][8]。

### 2025年
- 1月28日、オリコン週間シングルランキングで、デビューシングル『アヴァンチュール中目黒』が初登場で1位を獲得[9]。

## ディスコグラフィ

### オリジナル曲
- 『アヴァンチュール中目黒』（2025年1月22日発売）

（作詞：秋元康、作曲：白井大輔、編曲：清水武仁（Blue Bird's Nest）） - 日本テレビ系「プラチナイト」水曜日（中京テレビ制作）2025年2月度エンディングテーマ、中京テレビ「PS純金」2025年2月度エンディングテーマ
- 『今さらカッコつけてられねえ』

（作詞：秋元康、作曲：FUJI / Yasutaka.Ishio、編曲：渡辺徹（Blue Bird's Nest）） - フジテレビ系「めざまし8」2024年2・3月エンディングソング
- 『汚れちまった涙』SHOW-WA & MATSURI

（作詞：秋元康、作曲：川浦正大、編曲：渡辺徹（Blue Bird's Nest））
- 『僕らの口笛』SHOW-WA & MATSURI（2025年6月18日発売）

（作詞：秋元康、作曲・編曲：奥田もとい）

### 参加作品
- 鈴木雅之『All Time Doo Wop!!』（2025年4月16日、EPIC）ESCL-6076〜6079、ESCL-6080〜6082
【Disc2】Rats Mania 09. 涙のスウィート・チェリー（シャネルズのカバー）

## ミュージック・ビデオ
| 年   | タイトル               | リンク     | 監督     |
| ---- | ---------------------- | ---------- | -------- |
| 2025 | アヴァンチュール中目黒 | [ 動画 1 ] | 高橋栄樹 |
| 2025 | 僕らの口笛             | [ 動画 2 ] | 高橋栄樹 |

## 出演

### テレビ
- CX「ぽかぽか」愛花を紅白に連れてって! / 愛花を万博に連れてって!（2024年4月29日 - 5月3日、5月20日 - 24日、9月 - ）
- CX「オールナイトフジコ」（2024年5月25日）[13]

### ラジオ
- 渋谷クロスFM「CATCH・THE・DREAM」（2024年2月21日、28日）